# Museum of Ethnology and Paleontology
Het Museum of Ethnology and Paleontology (Frans: Musée d'Ethnologie et de Paléontologie) is een museum gelegen in Antananarivo, de hoofdstad van Madagaskar. 
Het museum openbaart facetten van de voorgeschiedenis en de natuurlijke geschiedenis van het eiland, en de levenswijze van zijn inwoners. Het geeft te kijk aan een behoorlijke hoeveelheid aan opgezette dieren en grote skeletten van de lokale uitgestorven fauna, waaronder enkele soorten lemuren en de bekende olifantsvogels. Verder worden er tentoonstellingen gehouden die de toeschouwer wat vertellen over de gewoonten en traditionele ambachtswerken van de vele etnische groepen van het eiland.